# محمد علي كورت
محمد علي كورت (بالتركية: Muhammed Ali Kurt) هو لاعب كرة الريشة تركي، ولد في 18 أبريل 1996.

## وصلات خارجية
- محمد علي كورت على موقع BWF.tournamentsoftware.com (الإنجليزية)
- محمد علي كورت على موقع BWFbadminton.com (الإنجليزية)
- محمد علي كورت على موقع أوليمبيديا (الإنجليزية)
- محمد علي كورت على موقع اللجنة الأولمبية التركية (التركية)